# متوریج
متوریج، روستایی است از توابع منطقهٔ چهارمحل آهی بخش مرکزی شهرستان محمودآباد در استان مازندران ایران.

## جمعیت
این روستا در دهستان هرازپی غربی قرار دارد و براساس سرشماری مرکز آمار ایران در سال ۱۳۸۵، جمعیت آن ۵۷۲ نفر (۱۴۵خانوار) بوده‌است.

## وجه تسمیه
نام مت ور یج برداشت شده از سه کلمه مرتع، ور، یج، می‌باشد، منطقه متوریج فعلی به خاطر واقع شدن در پایین‌ترین قسمت دامنه کوه البرز مرکزی و در نزدیک ساحل دریای مازندران، مرتع سر سبز و خرمی را شامل می‌شده‌است که اندک اندک بعضی از اهالی چهار محل آهی و حومه و بعداً و بعضاً از مناطق دیگر، کنارمرتع بزرگ را، جهت زیست خود و پرورش دام انتخاب کردند که به مرور زمان به ساکنین این منطقه اهالی مرتع ور (ور یعنی کنار) یا اهالی کنار مرتع می‌گفتند که با رونق ثبت و رعایت دستوری نوشتارها کلمه یج به زبان طبری پسوند نسبت یعنی اهل به مرتع ور اضافه واین منطقه رامرتع وریج نامگذاری کردند (یعنی ساکنین کنار مرتع) که در گذر ایام مرتع وریج به مرت وریج و متوریج تغییر نام پیدا کرد.